# Kambodzsa amerikai bombázása
Kambodzsa amerikai bombázása 1965-ben kezdődött és 1973-ban fejeződött be. Az amerikaiak 2 756 941 tonna robbanóanyagot dobtak az ázsiai országra, hogy megakadályozzák a vietnámi és a helyi kommunisták előretörését. A háború kambodzsai áldozatainak számát 50 és 150 ezer közé teszik.

## Előzmények
1964-ben, a tonkini incidens után az Amerikai Egyesült Államok Kongresszusa elfogadta az úgynevezett Tonkini-öböl határozatot, amely széles jogköröket biztosított Lyndon B. Johnson elnök számára az indokínai háború kiterjesztésére. Johnson azonnal elrendelte az észak-vietnámi ipari és katonai létesítmények bombázását.
A szomszédos Kambodzsa semleges állam volt 1970 márciusáig, amikor a Lon Nol tábornok vezette puccs megfosztotta hatalmától a külföldön tartózkodó Norodom Szihanuk királyt. Az Amerika-barát politikai erők puccsát az Egyesült Államok is támogatta. Csaknem kétezer év után Kambodzsában hivatalosan is eltörölték a monarchiát. Az amerikaiak már a puccs előtt is bombáztak célpontokat Kambodzsában, elsősorban a vietnámi határ mentén, hogy megakadályozzák a vietnámi csapatok mozgását, ellátmányainak célba juttatását.

## A bombázások

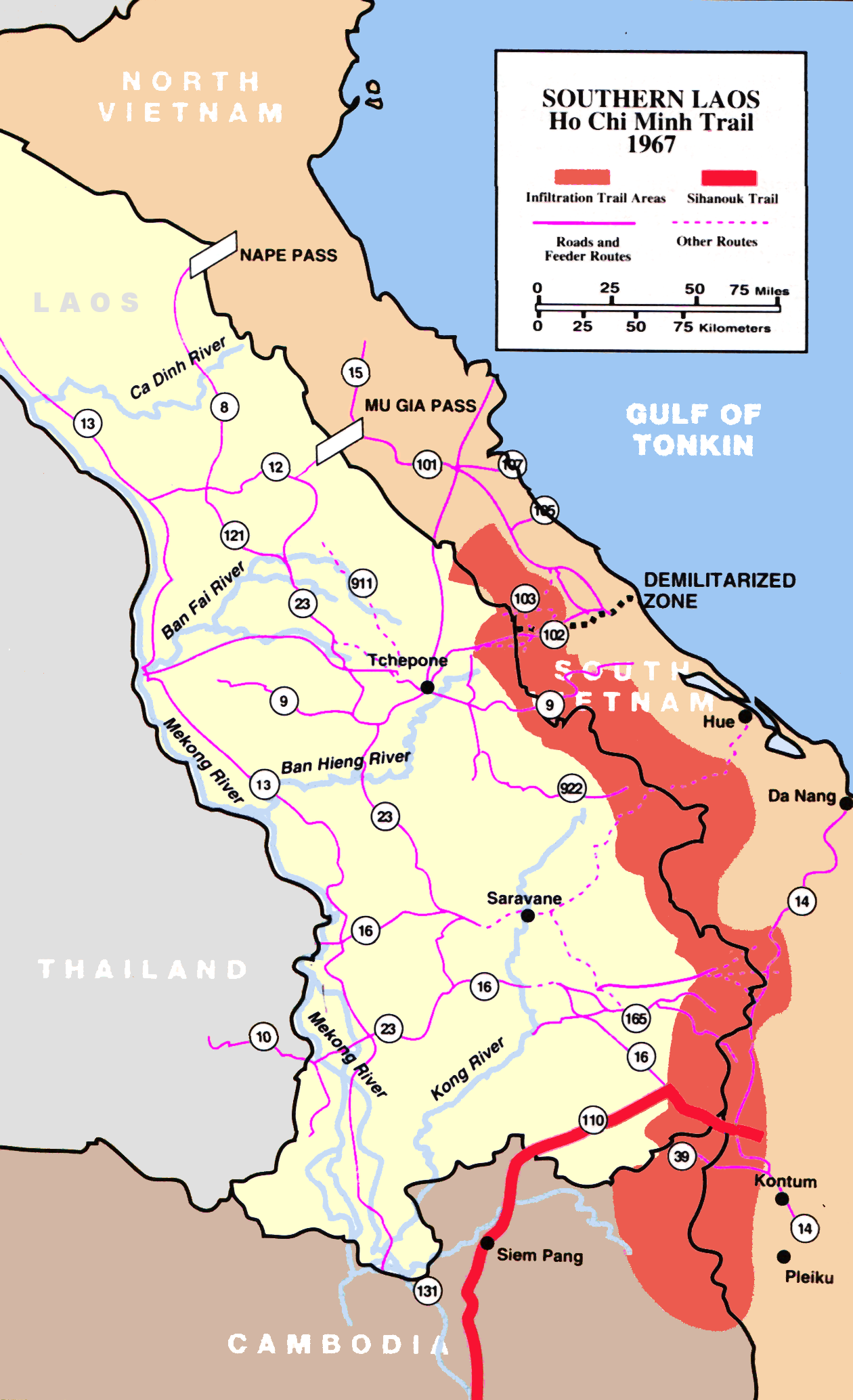
A sárga terület jelzi a határon tevékenykedő vietnámi kommunista csapatokat

Az első nagyszabású légi támadás 1969. március 18-án kezdődött. A Menu (magyarul: Menü) elnevezésű akcióban Kambodzsa határ menti területeit támadták a bombázók. Ezzel párhuzamosan az amerikai és a dél-vietnámi erők offenzívát indítottak Kambodzsában a Viet Kong állások ellen, de az akció júniusra kimerült.
Az amerikai kongresszusban nőtt az ellenkezés Richard Nixon amerikai elnök indokínai politikájával szemben. 1970. december 9-én Nixon arra utasította Henry Kissinger nemzetbiztonsági tanácsadót, hogy fokozzák a kambodzsai bombázások intenzitását. A parancsot Kissinger továbbította Alexander Haig tábornoknak. A döntés Nixon kongresszusi ígéretének megszegését jelentette, amely szerint az amerikai légierő legfeljebb a vietnámi határ 30 kilométeres sávjában támad kambodzsai célpontokat.
A következő három évben az amerikai gépek az ország jelentős részét támadták, először a vietnámi kommunista állásokat, majd a köztársasági hadsereg védelmében a vörös khmer csapatokat bombázva. 1965-1968-ban az amerikai gépek 2565 bevetést hajtottak végre, mintegy 214 tonna bombát leszórva. Ezek a korai támadások elsősorban taktikai csapások voltak, amelyekkel a CIA és az amerikai különleges erők által végrehajtott akciókat támogatták.
1969-től a légi csapások tömegessé váltak, céljuk az volt, hogy hátráltassák a kommunisták előretörését, míg az amerikaiak kivonják csapataikat Vietnámból. A támadások szőnyegbombázásokká alakultak át. 1973 februárjától augusztusig tartott a légi háború utolsó szakasza, amely kifejezetten a vörös khmerek előretörését volt hivatott gátolni Phnompen felé. Ebben az időben megsokszorozódtak a B–52-esek bevetései. 1973 nyarán a kongresszus leállította a háború finanszírozását, és a légierő befejezte a bombázásokat.
A 2000-ben, Bill Clinton amerikai elnök vietnámi látogatásával párhuzamosan megnyitott amerikai adatbázis szerint 1965. október 4. és 1973. augusztus 15. között a repülők 230 516 bevetésen 113 716 helyszínre 2 756 941 tonna robbanóanyagot dobtak. Összehasonlításképpen: a szövetségesek valamivel több mint kétmillió tonna bombát dobtak le a második világháborúban.

## A bombázás hatása

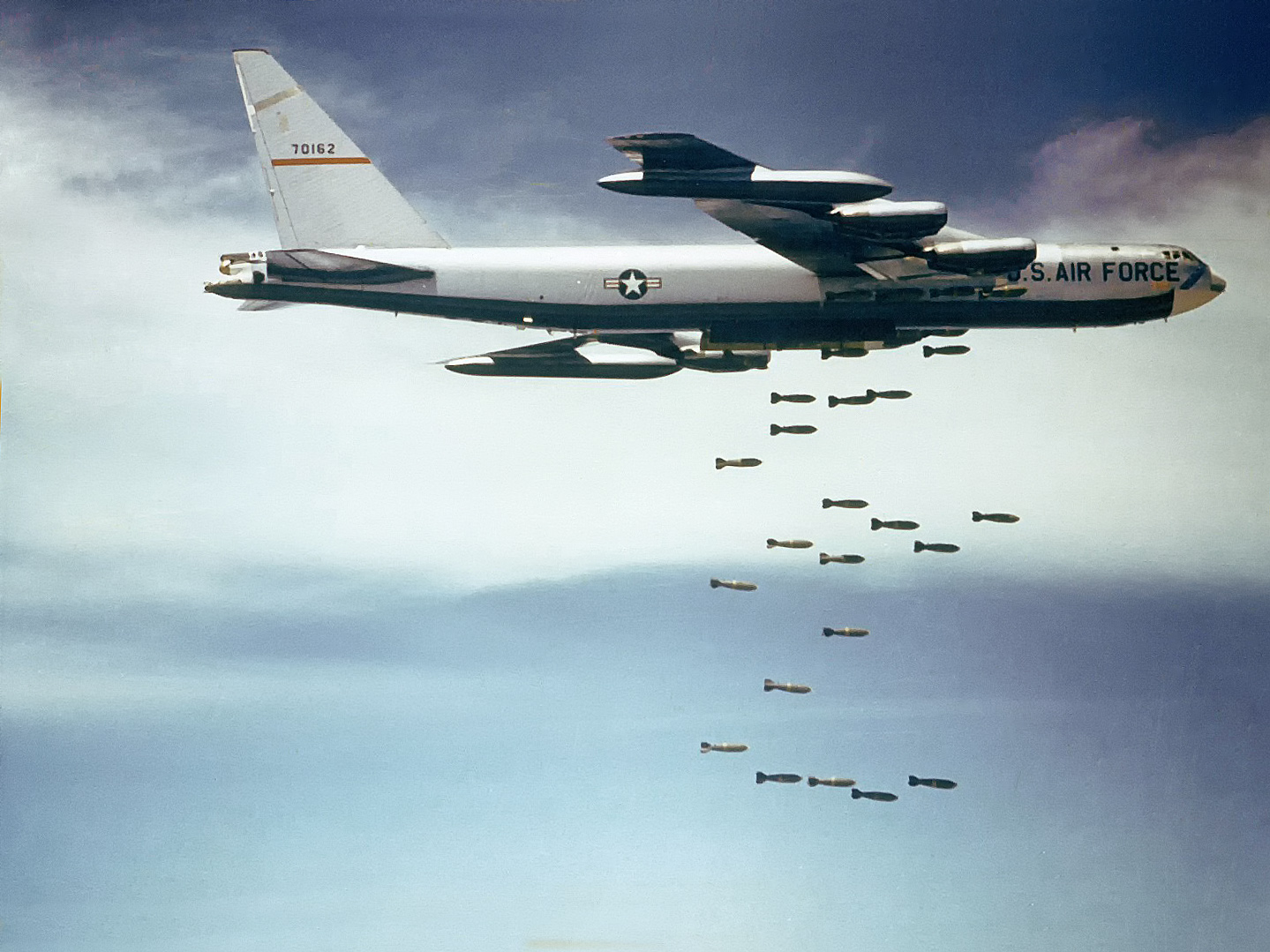
B-52-es Vietnám felett

A kambodzsai célpontok támadása az amerikai háborúellenes csoportok egyik mozgósító témájáva vált. A tiltakozók között volt mások mellett Noam Chomsky amerikai nyelvész, író. A bombázások gyakori hivatkozási alappá váltak azok számára, akik háborús bűnösnek tekintették az Egyesült Államokat.
A légitámadások nem érték el a kitűzött célt, a vietnámi és a kambodzsai kommunisták megsemmisítését. Mivel a gépek először csak a határ menti övezeteket támadták, a vietnámiak egyre beljebb húzódtak a bombák elől az országba, így könnyebben vehették fel a kapcsolatot a vörös khmerekkel. Ráadásul a sokat szenvedő, gyakran egy-egy légitámadásban mindenüket elvesztő kambodzsai parasztok nagy számban csatlakoztak a kommunista csapatokhoz.
Évekkel a háború után Bruce Palling újságíró az amerikai bombázások propagandahatásáról kérdezte Csit Do korábbi vörös khmer vezetőt, aki ezt mondta: „Minden bombázás után (a vörös khmerek) odavitték az embereket a kráterekhez, hogy lássák, milyen nagyok és mélyek, lássák, hogyan vájta ki és repesztette meg a földet (a bomba). (...) Az egyszerű emberek néha a szó szoros értelmében a gatyájukba szartak, amikor a nagy bombák és lövedékek becsapódtak. Az agyuk egyszerűen lefagyott, és három-négy napig csak tévelyegtek némán. Rémülten és félőrülten az emberek készek voltak elhinni, amit mondtak nekik. A bombázások miatti elégedetlenségük miatt maradtak kapcsolatban a vörös khmerekkel, csatlakoztak hozzájuk és küldték el a gyerekeiket velük. (...) Olykor a leeső bomba kisgyerekeket ölt meg, és az apák valamennyien vörös khmerek lettek.” Minderről az amerikai vezetés is tudott, ugyanis a CIA 1973 májusában jelezte, hogy a kommunisták propagandacélokra használják a B-52-esek által okozott károkat. A jelentésnek a kormányzat nem tulajdonított különösebb jelentőséget.